# Francisco Gimeno Arasa

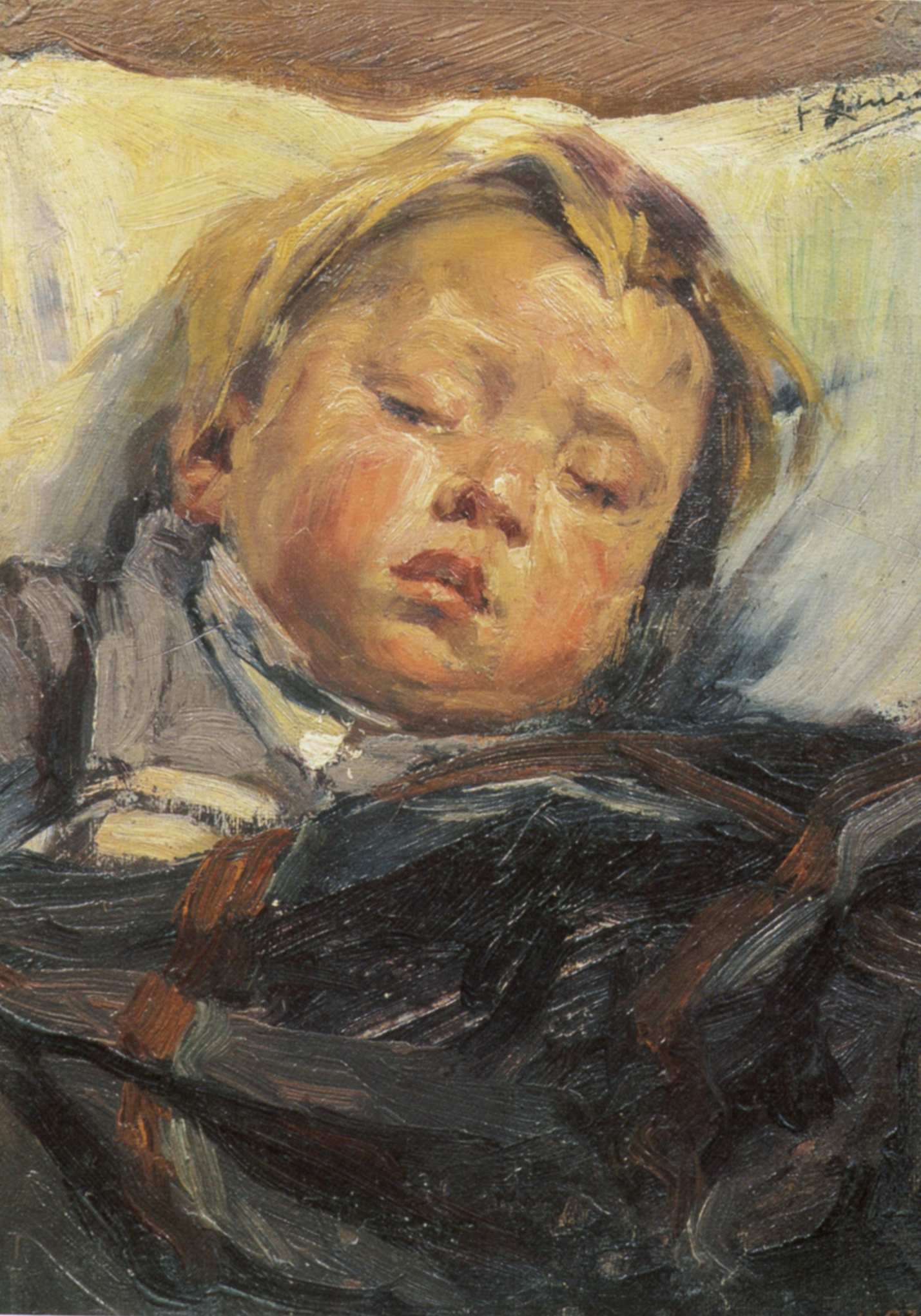
Cabeza de niño, 1899. Retrato de su hijo Francisco. Conservado a la Biblioteca Museo Víctor Balaguer.

Francisco Gimeno Arasa, también conocido por su nombre en catalán Francesc Gimeno i Arasa (Tortosa, 4 de febrero de 1858 - Barcelona, 22 de noviembre de 1927), fue un pintor español.
Fue autor fecundo, con gran facilidad en el dibujo y colorido vivo y brillante, practicando diversos géneros, entre ellos el retrato, el cuadro de costumbres y escenas de género. Excelente paisajista y marinista.
Hay obras suyas, entre otros lugares, en el Museo Nacional de Arte de Cataluña (Barcelona), el Museo Nacional del Prado (Madrid), el Museo de Montserrat, en la Biblioteca Museo Víctor Balaguer, en el Museo del Mediterráneo (Torroella de Montgrí) o en el Museo de Tortosa.
Su obra no fue considerada en su momento, comenzando a reivindicarse en 1915, tras la exposición organizada por Ignacio Mallol en la galería Dalmau, que impresionó notablemente a crítica y público. Entre sus obras, destacan El niño del perro, Madre e hijo, y Rincón de la Costa Brava.